# 迪氏癒齒鯛
迪氏癒齒鯛為輻鰭魚綱鱸形目鱸亞目癒齒鯛科的一種，為熱帶海水魚，分布於西印度洋紅海阿卡巴灣海域，深度可達150公尺，體長可達16.5公分，棲息岩石底質底層水域，生活習性不明。

## 擴展閱讀
維基物種上的相關：迪氏癒齒鯛